# Prodoxus
Prodoxus is een geslacht van vlinders van de familie yuccamotten (Prodoxidae), uit de onderfamilie Prodoxinae.

## Soorten
- P. aenescens Riley, 1881
- P. cinereus Riley, 1881
- P. coloradensis Riley, 1892
- P. dicipiens Riley, 1880
- P. intermedius Riley, 1881
- P. intricatus Riley, 1893
- P. marginatus Riley, 1881
- P. ochrocarus Davis, 1967
- P. phylloryctus Wagner & Powell, 1988
- P. pulverulentus Riley, 1892
- P. quinquepunctella (Chambers, 1875)
- P. reticulata Riley, 1892
- P. sordidus Riley, 1892
- P. y-inversa Riley, 1892